# Heinkel He 219
Heinkel He 219 Uhu (Пугач) — німецький двохмоторний нічний винищувач Люфтваффе періоду Другої світової війни, один з найбільш ефективних літаків війни. Перший у світі літак із системою катапультування пілотів, один з перших нічних винищувачів світу з радаром (перший у Люфтваффе).

## Історія
На основі рекордного двомоторного літака Heinkel He 219 (1936). На 1940 почали розробляти проєкт P.1055 багатоцільового літака — важкого винищувача далекої дії, швидкісного розвідника, бомбардувальника-торпедоносця. На ньому пропонували встановити два мотори Daimler-Benz DB 610 потужністю по 2950 к.с., що мало б забезпечити швидкість 750 км/год при дальності 4000 км і бомбове навантаження у 2000 кг. Літак проектували з герметичною кабіною, системою катапультування крісел пілотів, дистанційним управлінням оборонним озброєнням, носовою стійкою шасі, через що Міністерство авіації відмовилось надавати кошти на прототип через складність конструкції.
Через посилення нічних атак бомбардувальників союзників генерал Йозеф Каммгубер запропонував переробити P.1055 у нічний винищувач. Модернізований Heinkel He 219 отримав дещо менші розміри, мотори Daimler-Benz DB 603, активний радар FuG 220 Lichtenstein SN2 та пасивний FuG 227 „Flensburg“, у підфюзеляжному обтічнику 2×20-мм гармати MG 151/20 чи 1×30-мм MK 108 та 2×15-мм MG 151/15 в крилах (з дистанційним управлінням), замінене на кулемет MG 131 ззаду і 4×15-30 мм під фюзеляжем і в крилах MG 151/20.
Можливо, через підтримку у Люфтваффе нічних винищувачів Messerschmitt Bf 110 і Junkers Ju 88 виробництво Heinkel He 219 декілька разів зупиняли, у травні 1944 припинили виробництво, внаслідок чого виготовили лише 268 літаків усіх модифікацій даної моделі. У січні-квітні 1945 24 He 219 відправили до резерву через незатребуваність у підрозділах нічних винищувачів.

### Основні модифікації
- He 219A-5/R1 озброєння 2×20-мм MG 151, 2×30-мм MK108, 2×30-мм MK108 під кутом 65° вгору у фюзеляжі т. зв. «Неправильна музика» (нім. Schräge Musik)
- He 219A-5/R3 озброєння 2×20-мм MG 151, 2×30-мм MK108, 2×30-мм MK108 «Неправильна музика»
- He 219A-6 без панцирного захисту, озброєння 4×20-мм MG 151, з моторами DB 603 L з двоступеневим компресором і потужністю 1750 к.с., швидкістю 650 км/год. Призначався для боротьби з De Havilland Mosquito
- He 219 A-7 з посиленим панцирним захистом, герметичною кабіною, катапультованими сидіннями пілотів, радарами активним FuG 220 Lichtenstein SN-2 і пасивним FuG 218 Neptun, радіопередавачем FuG 10P, визначальником «свій-чужий» FuG 25 a. Озброєння 4×30-мм MG 108, MK 103, 2×20-мм MG 151

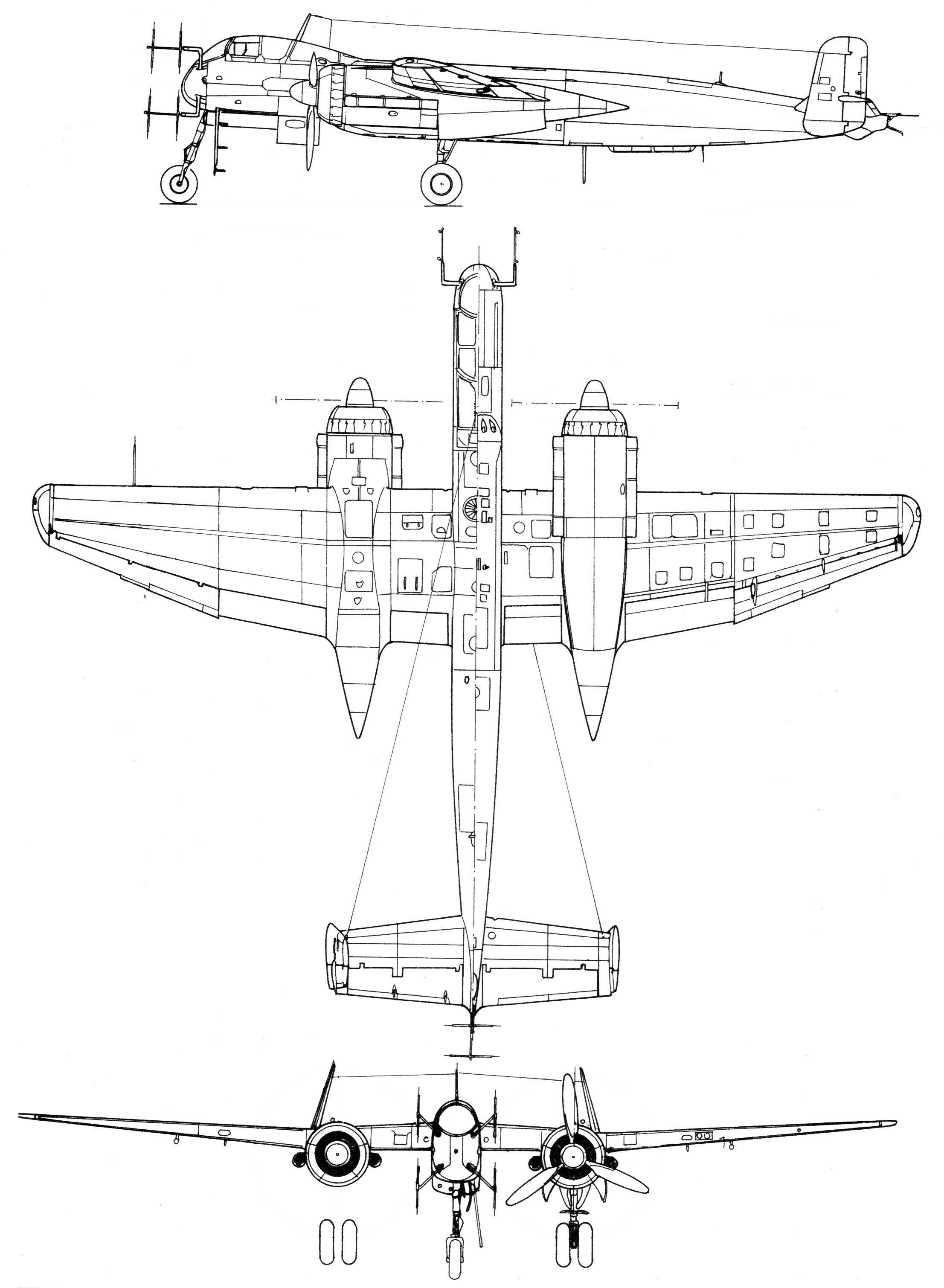
Схема Heinkel He 219